# Hebe Dina Gay
Hebe Dina Gay (Río Cuarto, 26 de enero de 1927-Córdoba, 25 de junio de 2018). Obtuvo su título de profesora en Ciencias Naturales en 1947 y de Geóloga en 1948 , ambos títulos otorgados por la Universidad Nacional de Córdoba. Recibió el título de Doctora en Ciencias Naturales, en 1950, con Especialidad en Mineralogía y Geología, en la misma casa de estudios. Fue la directora del Museo de Mineralogía «Alfredo Stelzner».

## Biografía
Hebe Dina Gay nació en la ciudad de Río Cuarto, provincia de Córdoba, el 26 de enero de 1927. Murió en la ciudad de Córdoba el 25 de junio de 2018.

## Trayectoria académica
Tuvo una larga e ininterrumpida actividad docente y de investigación en la Facultad de Ciencias Exactas, Físicas y Naturales de la Universidad Nacional de Córdoba donde se inició como ayudante alumna en 1949 y alcanzó la máxima jerarquía de profesora titular de Mineralogía en 1977, cargo que mantuvo hasta 1992.[cita requerida]
Entre 1993 y 1995 se desempeñó como profesora visitante (ad-honorem) en la Universidad Nacional de San Luis. Sus antecedentes científicos incluyen pasantías y becas para desarrollar estudios mineralógicos en la Universidad de Milán (Italia) y visitas a centros de investigación científica de Turín, Módena, Pisa (Italia) y París (Francia). En 1977 ingresó a la Carrera del Investigador Científico del CONICET, siendo promovida en 1995 a la categoría de Investigador Principal.[cita requerida]
Dirigió el Museo de Mineralogía «Alfredo Stelzner» desde el 1971, contribuyendo a la colección más importante del país y de América Latina.[cita requerida]
Ha dirigido becas doctorales e investigadores científicos en temas mineralógicos o afines, siendo sus discípulos reconocidos en sus respectivas áreas de trabajo.[cita requerida]

## Reconocimientos
La Dra. Gay ha sido reconocida y distinguida a lo largo de su carrera por su dedicación a la actividad científica y docencia universitaria. Así, en el año 1991, recibió el Premio Anual de la Universidad Nacional de Córdoba para Docentes e Investigadores. En 1997, fue designada Profesora Emérita de la Universidad Nacional de Córdoba. Fue distinguida como Miembro Honorario de la Asociación Geológica Argentina (2001) y de la Asociación Mineralógica Argentina (2002).[cita requerida]